# Наконечний Микола Петрович
Микола Петрович Наконечний (24 червня 1962, с. Нерубайка, Новоархангельського район, Кіровоградська область, УРСР — 17 лютого 2013, Христинівка, Уманський район, Черкаська область) — український чиновник, міський голова Христинівки (2006—2013).

## Життєпис
Народився 24 червня 1962 року в селі Нерубайка Новоархангельського району Кіровоградської області.
У квітні 2006 року обраний міським головою Христинівки.
В 2010 році знову переміг на виборах мера Христинівки, отримав підтримку 90 % виборців.
В 2012 році балотувався на посаду депутата Верховної Ради за округом № 200 від партії Єдиний центр, зайняв друге місце, пропустивши вперед Антона Яценка від Партії регіонів. Під час виборів у його оселю закидали гранату, яка вибухнула. За випадковістю, тоді його не було вдома.
Помер 17 лютого 2013 року у реанімаційному відділенні районної лікарні Христинівського району, офіційна причина смерті — гостра коронарна недостатність (обірвався тромб). За інформацією друзів померлого того дня увечері йому несподівано стало погано.

## Особисте життя
Професійно займався важкою атлетикою, був спортсменом-штангістом.
Дружина — Людмила, сини — Василь і Микола. Син Микола з жовтня 2015 року і по т.ч. займає посаду міського голови Христинівки.

## Пам'ять
У пам'ять про міського голову Миколу Петровича Наконечного депутати Христинівської міськради присвоїли його ім'я колишній вулиці імені Дзержинського та назвали його ім'ям міський стадіон «Колос».